# Antoigny
Antoigny ist eine Ortschaft und eine Commune déléguée in der französischen Gemeinde La Ferté Macé mit 121 Einwohnern (Stand 1. Januar 2022) im Département Orne in der Region Normandie. Sie gehörte zum Kanton Magny-le-Désert im Arrondissement Alençon.
Mit Wirkung vom 12. Januar 2016 wurden die früheren Gemeinden La Ferté-Macé und Antoigny zur beinahe namensgleichen Commune nouvelle La Ferté Macé (Schreibweise ohne Bindestrich!) zusammengeschlossen. Lediglich die integrierte Gemeinde Antoigny hat in der neuen Gemeinde den Status einer Commune déléguée.

## Lage
Nachbarorte sind Couterne im Nordwesten, die Commune déléguée La Ferté-Macé im Norden, Magny-le-Désert im Nordosten, Saint-Patrice-du-Désert im Osten, Saint-Ouen-le-Brisoult im Südosten und Méhoudin im Südwesten.

## Bevölkerungsentwicklung

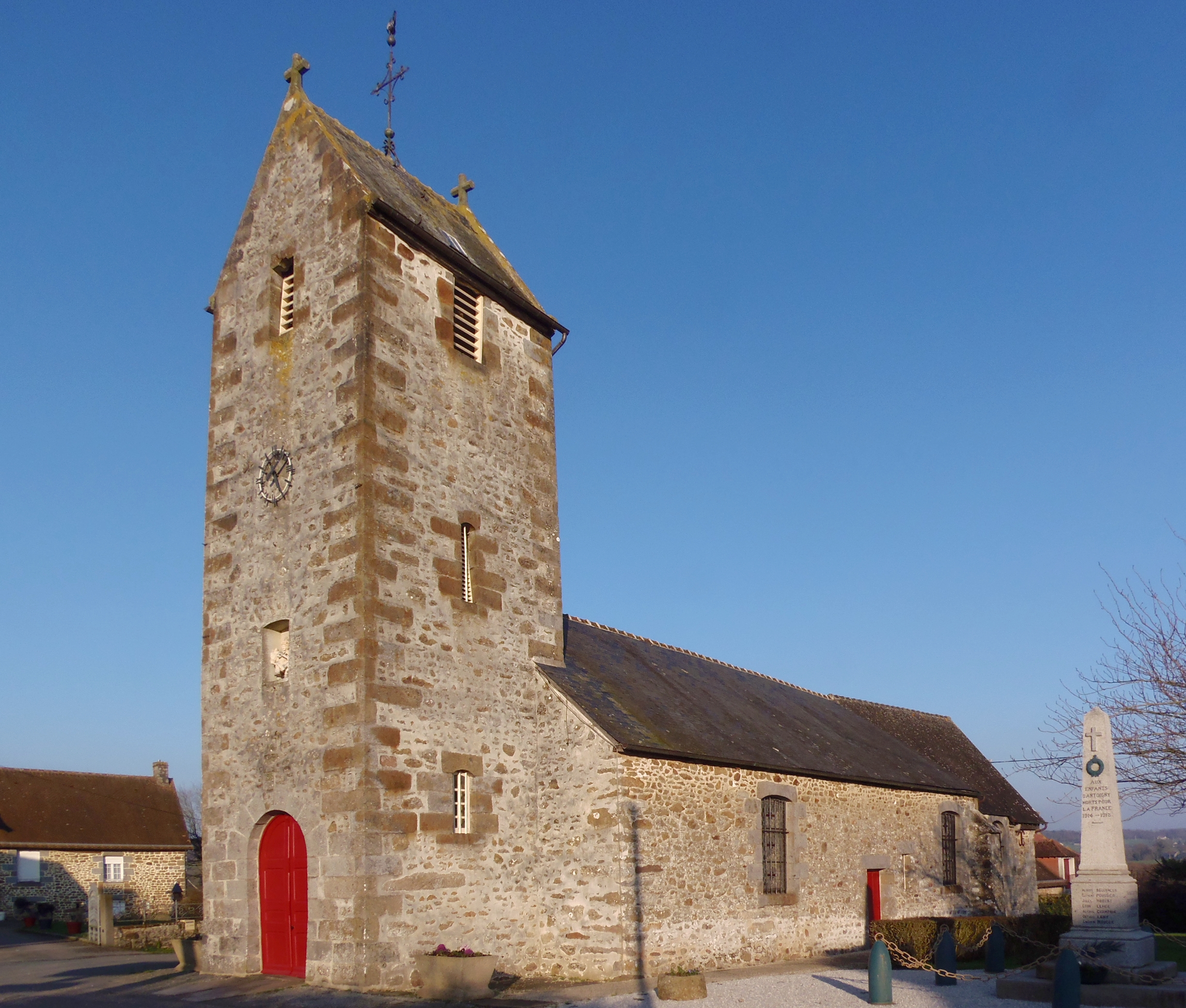
Kirche Saint-Martin

| Jahr      | 1962 | 1968 | 1975 | 1982 | 1990 | 1999 | 2007 | 2011 | 2015 |
| --------- | ---- | ---- | ---- | ---- | ---- | ---- | ---- | ---- | ---- |
| Einwohner | 170  | 163  | 142  | 144  | 125  | 118  | 113  | 128  | 136  |